# Creatophora cinerea
El estornino carunculado (Creatophora cinerea) es una especie de ave paseriforme de la familia Sturnidae propia del este y sur de África. Es una especie que habita en las praderas, bosques abiertos y zona de cultivos.

## Descripción

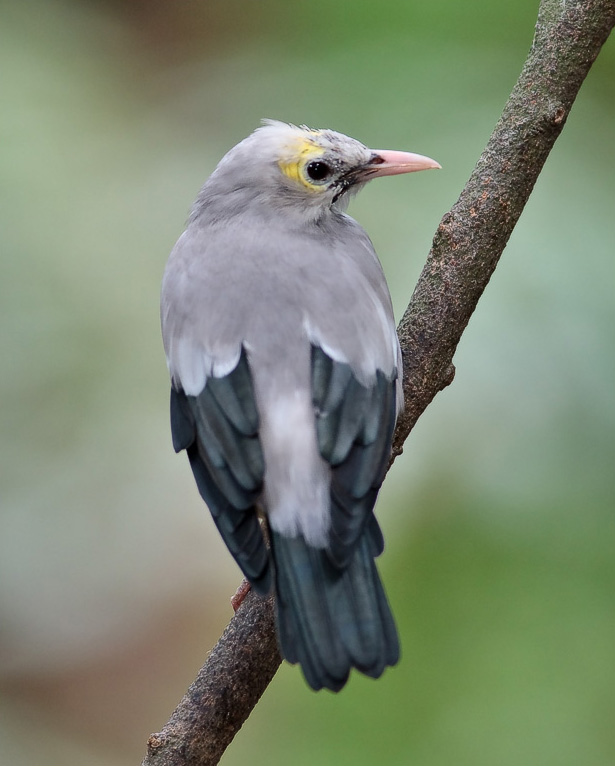
Macho no reproductor.

Mide 21 cm de largo, posee una cola corta y alas aguzadas. Su plumaje es mayormente gris, excepto por su obispillo blanco, y sus plumas de vuelo de alas y cola que son negras. El macho adulto reproductor presenta además una mancha blanca en el hombro, y un patrón característico de carúnculas en la cabeza, con las mejillas y la parte superior de la cabeza amarillas, y carúnculas colgantes negras en garganta y frente. 
El macho no reproductor posee la cabeza cubierta de plumas excepto por una zona pequeña con carúncula amarilla pequeña alrededor del ojo. No posee carúnculas colgantes, pero si presenta el lorum negro y bigoteras negras. La mancha blanca del hombro se reduce considerablemente de tamaño. El plumaje de la hembra y de los juveniles es similar al del macho fuera de la temporada de reproducción, pero las plumas de vuelo y de la cola son marrones.